# PDF/UA
PDF/UA (PDF/Universal Accessibility), ufficialmente ISO 14289, è uno standard dell’Organizzazione internazionale per la normazione (ISO) relativo all’accessibilità dei documenti in formato PDF.
Si tratta di una specifica tecnica rivolta agli sviluppatori di software per la creazione e la gestione di PDF, che definisce requisiti chiari per l’accessibilità dei documenti e delle applicazioni PDF. La conformità a PDF/UA garantisce l’accessibilità ai contenuti per persone con disabilità che utilizzano tecnologie assistive come screen reader, ingranditori dello schermo, joystick e altri strumenti.
Il 18 febbraio 2015, l’Access Board degli Stati Uniti ha annunciato una proposta di norma sull’accessibilità dei contenuti digitali (nota come Sezione 508), che riconosce PDF/UA come equivalente alle WCAG 2.0 per contenuti "appropriati".

## Storia
Il progetto PDF/UA è iniziato nel 2004 come comitato tecnico AIIM. Il wiki di PDF/UA, gestito da AIIM, contiene verbali, documenti pubblici e altri materiali sullo sviluppo dello standard.
Dal 2005 è presieduto da Duff Johnson. Nel 2009 il comitato AIIM è diventato rappresentante degli Stati Uniti presso l’ISO per il progetto 14289, con Cherie Ekholm (Microsoft) come project leader internazionale.
ISO 14289-1:2012 è stato pubblicato nel luglio 2012. Una versione aggiornata (ISO 14289-1:2014) è uscita a dicembre 2014 ed è disponibile tramite il sito ufficiale ISO.
Nell’ottobre 2012 la Biblioteca del Congresso ha incluso PDF/UA tra i formati preferiti per la conservazione digitale.
Adobe Systems ha annunciato l’intenzione di supportare PDF/UA.
Nel marzo 2016 AIIM e ANSI hanno pubblicato PDF/UA come standard nazionale americano.
Il comitato AIIM ha inoltre pubblicato i seguenti documenti a supporto dello standard PDF/UA:
- Achieving WCAG 2.0 with PDF/UA[12]
- PDF/UA-1 Technical Implementation Guide: Understanding ISO 14289-1[9][13]
- PDF/UA-1 Technical Implementation Guide: Understanding ISO 32000-1[14]

## Descrizione
PDF/UA non è un nuovo formato di file, ma un insieme di regole per l’utilizzo accessibile del formato PDF standard, introdotto da Adobe e ora normato come ISO 32000.
Generalmente PDF/UA richiede l’uso di PDF marcato (ISO 32000-1, 14.8), ma introduce anche requisiti qualitativi, in particolare per quanto riguarda la correttezza semantica dei tag utilizzati.
PDF/UA è complementare alle WCAG 2.0 e può essere utilizzato per creare PDF conformi anche a queste linee guida.
L’aggiornamento del 2014, pubblicato a dicembre, è il primo standard completamente accessibile pubblicato da ISO: il file PDF distribuito dall’organizzazione è esso stesso conforme a PDF/UA.